# ذنون محمد بيريادي
ذنون محمد بيريادي (1933 -) هو عالم كيميائي من العراق.

## حياته ونشأته
ولد عام 1933 في قرية علي منصور قرب جمجمال/السليمانية في العراق.

## سيرته[2]
- أحرز الأولية في صفه منذ الصف الأول الابتدائي وكذلك في المرحلة المتوسطة والإعدادية. وفي الكلية أحرز الأولية على قسم الكيمياء سنة 1955 وحصل على شهادة البكالوريوس من دار المعلمين العالية (كلية التربية حاليا) بدرجة الشرف وحصل عند التخرج على جائزة رئيس الوزراء سنة 1955.
- في دورة سكرين العسكرية قرب مصيف سرسنك سنة 1952، أحرز الأولية على فصيله وتسلم الجائزة الأولى وكان زميله الدكتور كمال حسين (الجراح حاليا) هو الثاني.
- حصل على شهادة الماجستير في الكيمياء الحياتية سنة 1967 من جامعة أوكلاهوما الأمريكية (بالإنجليزية: University of Oklahoma)‏.
- حصل على شهادة الدكتوراه في الكيمياء العضوية من جامعة أكرون (بالإنجليزية: University of Akron)‏ في ولاية أوهايو الأمريكية سنة 1970.
- عمل في التدريس والبحث العلمي في كلية العلوم قسم الكيمياء كمعيد ثم كمدرس وأستاذ مساعد، وفي سنة 1988 ترقى إلى مرتبة أستاذ.
- أدخل تدريس موضوع كيمياء البوليميرات إلى الجامعات العراقية وكذلك موضوع أدبيات الكيمياء التي تدرس في أقسام الكيمياء المختلفة وألف كتباً نظرية وعملية فيهما.
- خدم في جامعة السليمانية في الفترة من 1972 إلى 1975.
- في سنة 1975 حصل على عمل في جامعة أريزونا الأمريكية كباحث ما بعد الدكتوراه للعمل مع البروفيسور H.K.Hall JR في حقل البوليمرات العضوية
- في سنة 1982 عمل في جامعة ميشيغان في آن آربر مع البروفيسور الراحل G.C. OVERBERGER في حقل البوليمرات العضوية كأستاذ زائر
- أسهم في تأليف موسوعة عالمية في علم البوليمرات عنوانها: Polymeric Material Encyclopedia CRC press، Vol3,and 8,1996. تتكون الموسوعة من 13 مجلدا كبير رئيس تحريرها J.Salamon
- حصل على لقب الأستاذ الأول على الجامعات العراقية لسنة 1996-1997
- كتب عنه حميد المطبعي في موسوعة أعلام العراق في القرن العشرين
- شمله قانون رعاية العلماء رقم 1 لسنة 1993 وحاز على لقب عالم من المرتبة أ في 2/2/1999
- منح لقب كاتب من الدرجة ب في أيلول 2000
- عرضت دار النشر الأمريكية Noyes Publication Inc عليه القيام بتأليف كتاب باللغة الإنكليزية في حقل البوليمرات بغية طبعها ونشرها في الولايات المتحة الأمريكية والعالم.
- له خمسة عشر كتابا مطبوعا ثلاثة منها مترجمة تبلغ مجموع صفحاتها 5466 من الحجم الكبير.
- له تسعة مقالات طويلة ودراسة منشورة في مجلة المجمع العلمي العراقي -الهيئة الكردية بلغ مجموع صفحاتها 310.
- نشر 19 دراسة مطولة في مجلة المثقف الجديد (روشنبيري نوي) الكردية الأكاديمية ومجموع صفحاتها 285.
- بلغ عدد المقالات التي نشرها في المجلات الكردية والعربية 639 مقالا معظمها علمية وبلغ عدد صفحاتها أكثر من 1250
- له بحوث علمية منشورة في المجلات العالمية والمحلية باللغة الإنكليزية في حقل الكيمياء والبوليمرات بلغ عددها 70 بحثا وعدد صفحاتها 560
- أشرف على حوالي 40 رسالة دكتوراه وماجستير في حقل الكيمياء
- منذ 25/11/1991 وحتى سنة 2003 قام بتهيئة وإذاعة حلقات منهج علمي في إذاعة بغداد الكردية بعنوان آفاق العلم والتكنلوجيا، أذيع منها أكثر من 300 حلقة.
- عضو لجنة المصلحات العلمية في المجمع العلمي العراقي / الهيئة الكردية منذ سنة 1984
- عضو الجمعية الكيميائية العراقية والجمعية الأمريكية الكيمياوية وجمعية Phi-Lambda Upsilon الفخرية وجمعية الفا-كاي-سيكما الكيمياوية الأمريكية
- عضو تحرير المجلة العراقية للكيمياء ومجلة روشنبيري نوي وبيان وهاوكاري الكردية.